# Roter Apollo
Der Rote Apollo oder Apollofalter (Parnassius apollo) ist ein in Europa stark bedrohter und streng geschützter Schmetterling (Tagfalter) aus der Familie der Ritterfalter (Papilionidae). Der Gattungsname leitet sich vom Berg Parnass in Mittelgriechenland ab, der als Sitz der Musen gilt und dem Gott Apollon gewidmet ist. Der Apollofalter war 1995 in Deutschland das Tier des Jahres.

## Merkmale

### Imagines

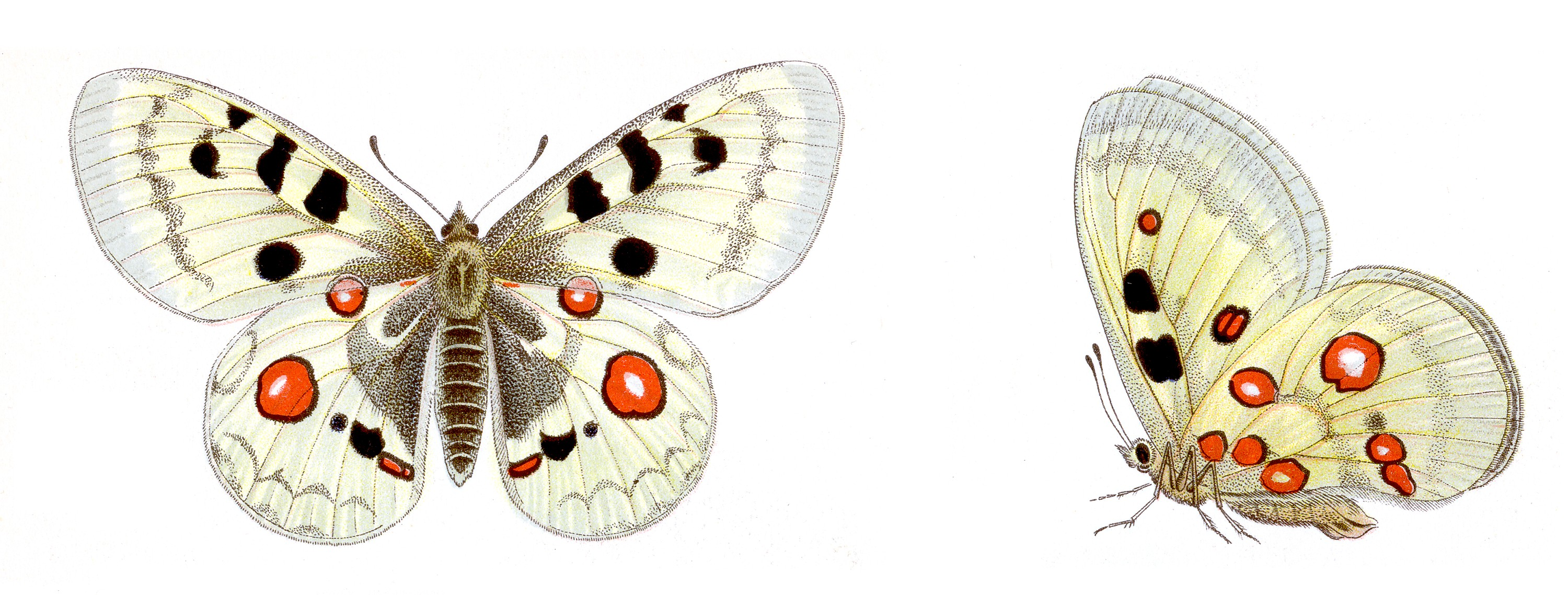
Illustration von Jacob Hübner (um 1800)

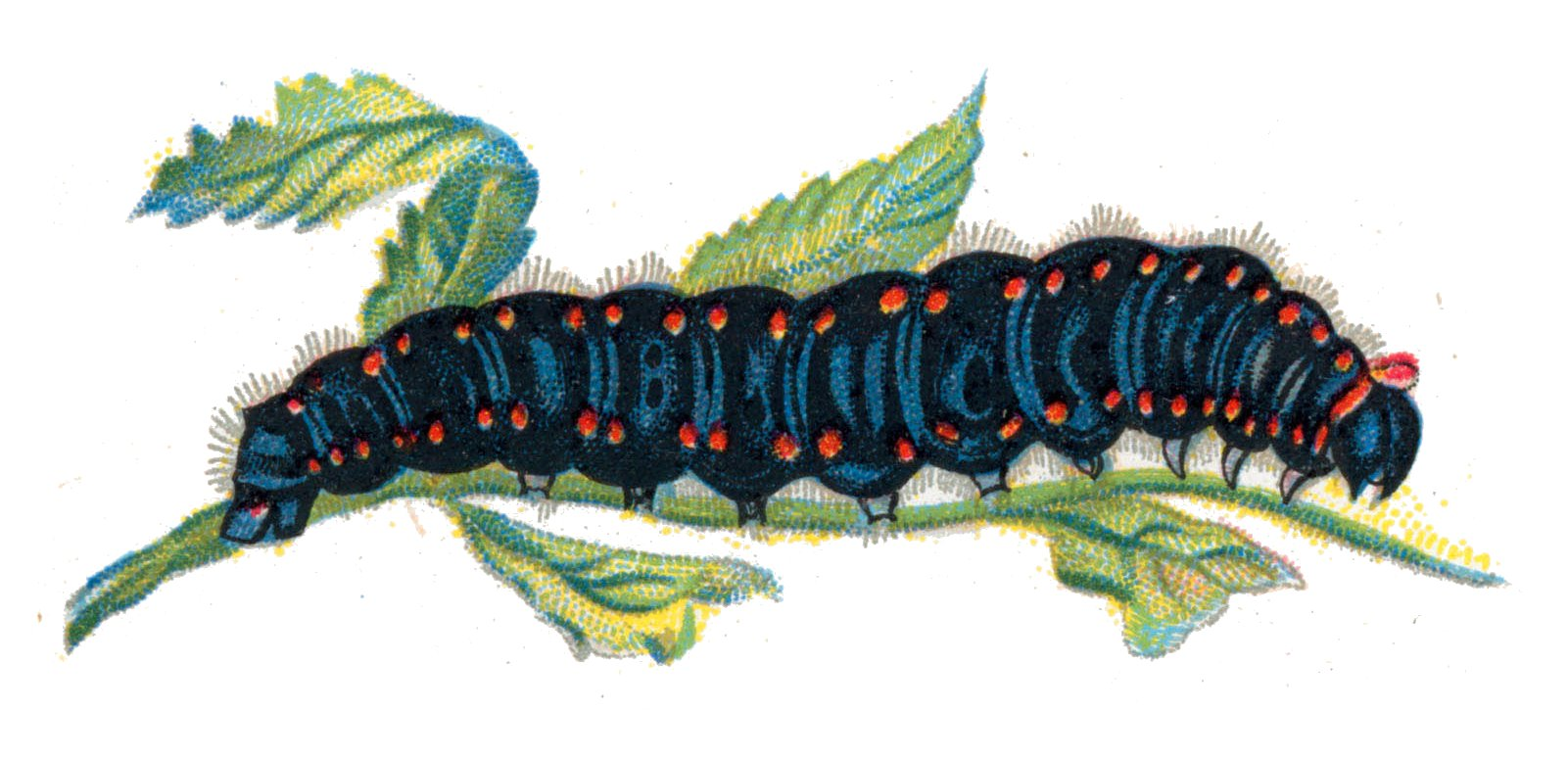
Raupe des Roten Apollo, Illustration von F. Nemos (um 1895)

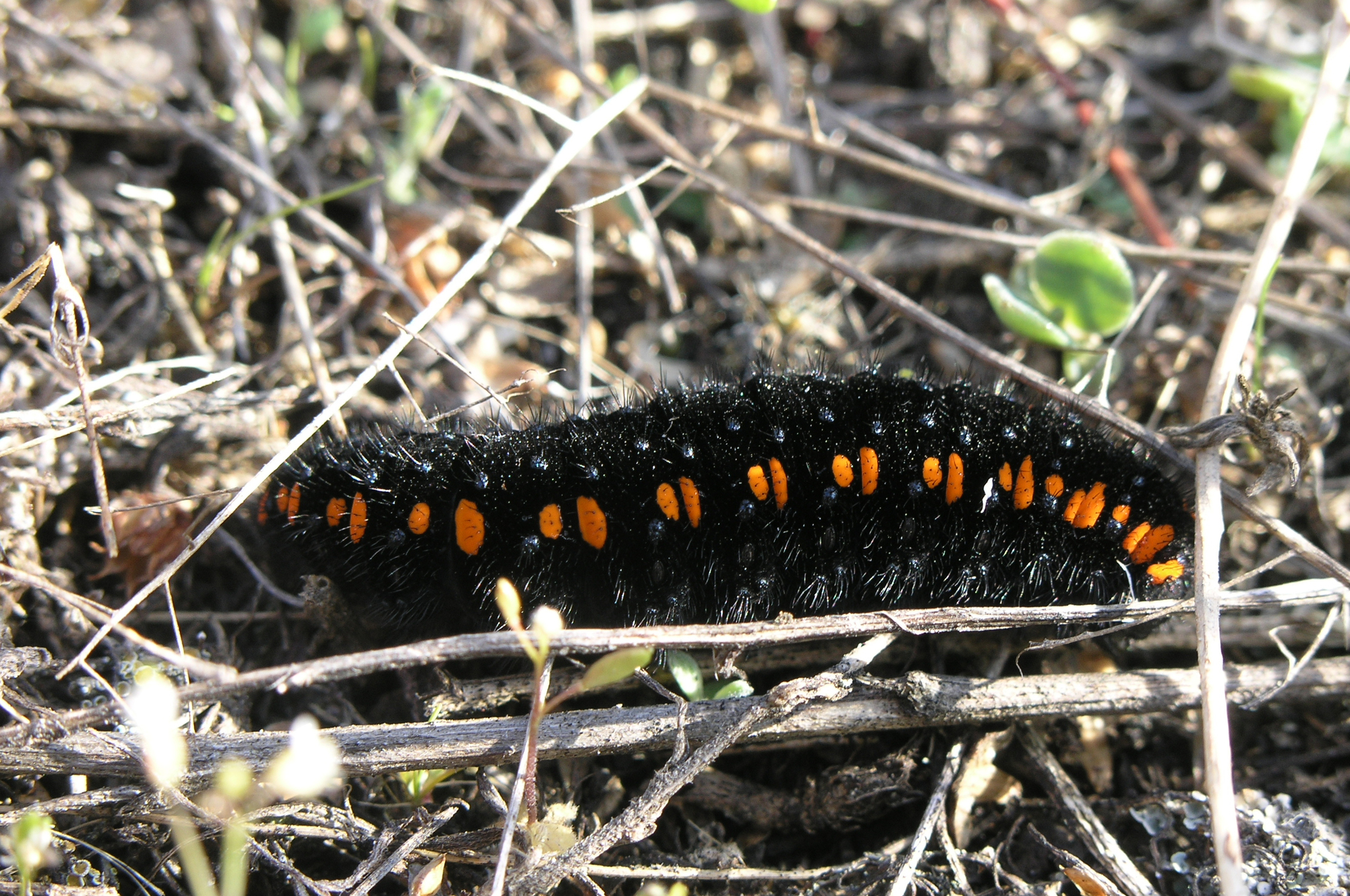
Roter Apollo (Parnassius apollo), Raupe

Die Falter erreichen eine Flügelspannweite von 60 bis 88 Millimeter. Der Thorax ist hellgrau bis schwarz und mit feinen haarartigen Schuppen besetzt. Die Flügel werden von einem weißlichen Grundton dominiert. Der Außenrand ist nicht beschuppt und wirkt glasig. Auf dem Vorderflügel sind ein oder mehrere schwarze Flecken erkennbar. Der Hinterflügel wird durch schwarz gefasste rote, zuweilen gelbliche Augenflecken (Ozellen) mit weißen Spiegeln geprägt. Die Ozellen fallen beim Weibchen besonders groß aus. Zusätzlich treten bei den Weibchen je nach Unterart mehr oder weniger häufig dunkel bestäubte Individuen auf. Die dunklere Färbung dient der Tarnung und der Erhöhung der Körpertemperatur in höheren Lagen bei Sonnenschein. Die Falter haben mit ihren wenigen Merkmalen eine sehr variable Erscheinung. Auch in der Postdiskalregion der Vorderflügel lassen sich zuweilen rote Flecken ausmachen sowie auf dem Innenwinkel der Hinterflügel. Die Flügelober- und -unterseite ist gleich gefärbt bis auf zusätzliche rote Flecken im Basalbereich der Flügelunterseite.

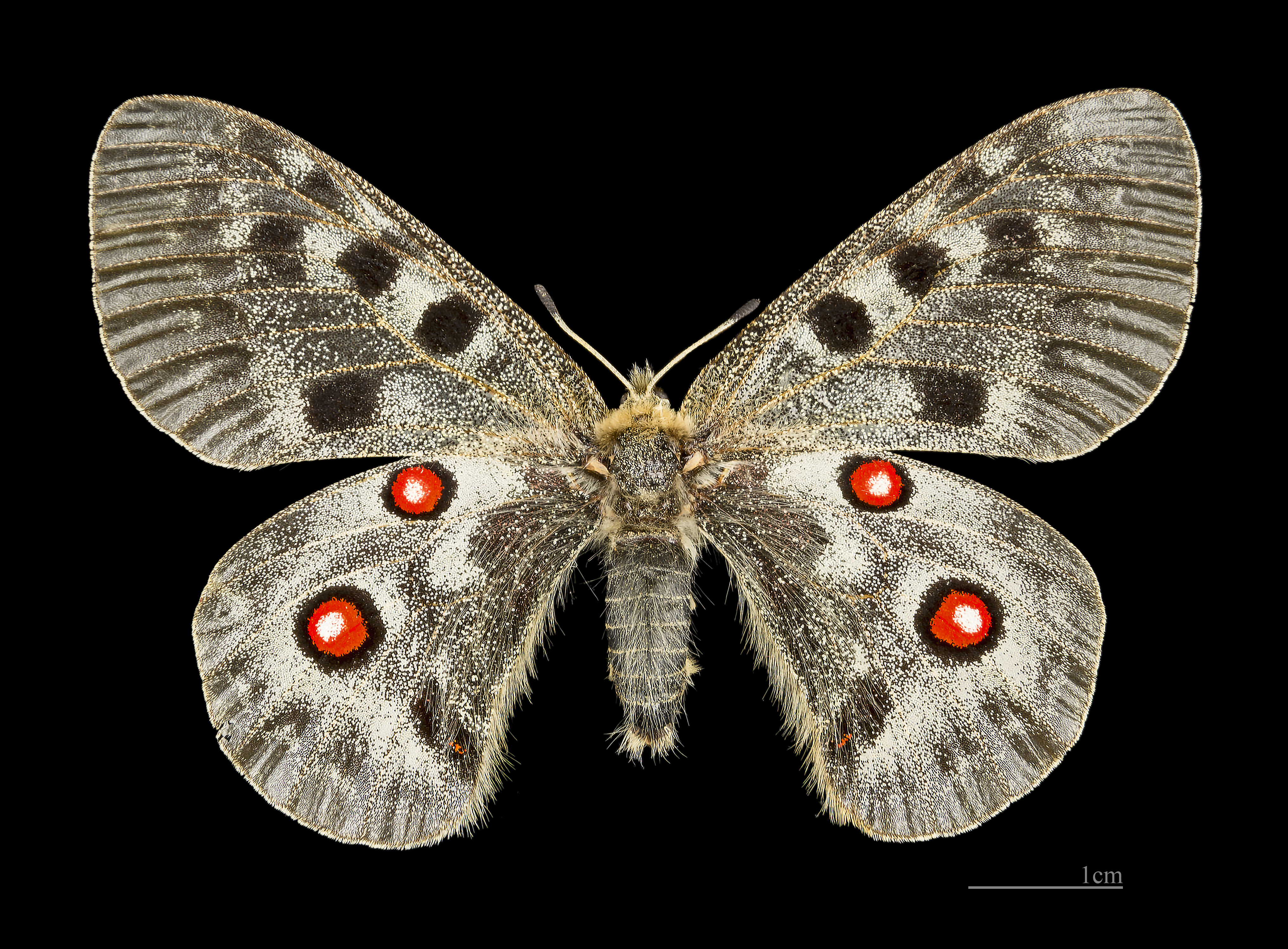
♀
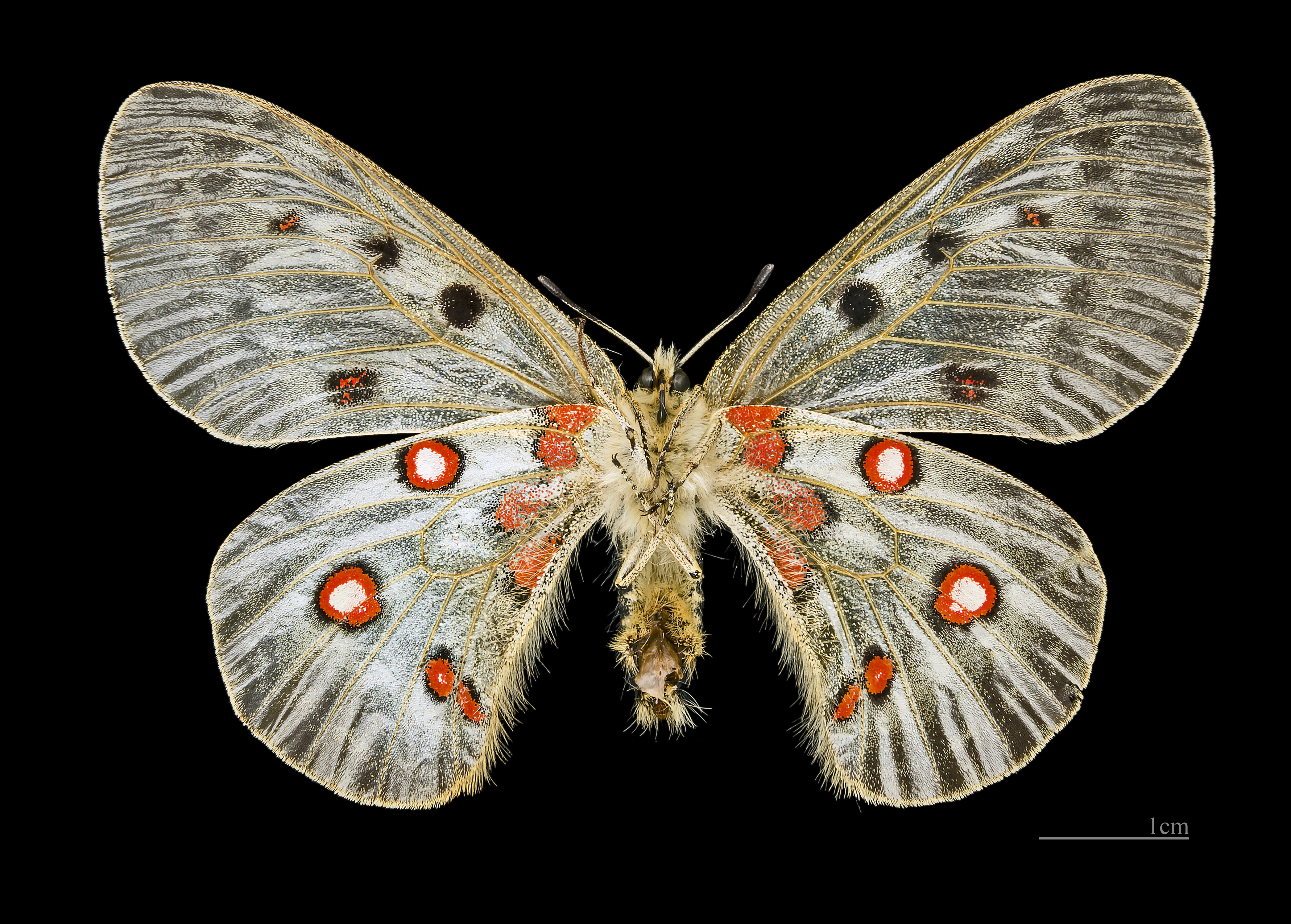
♀△
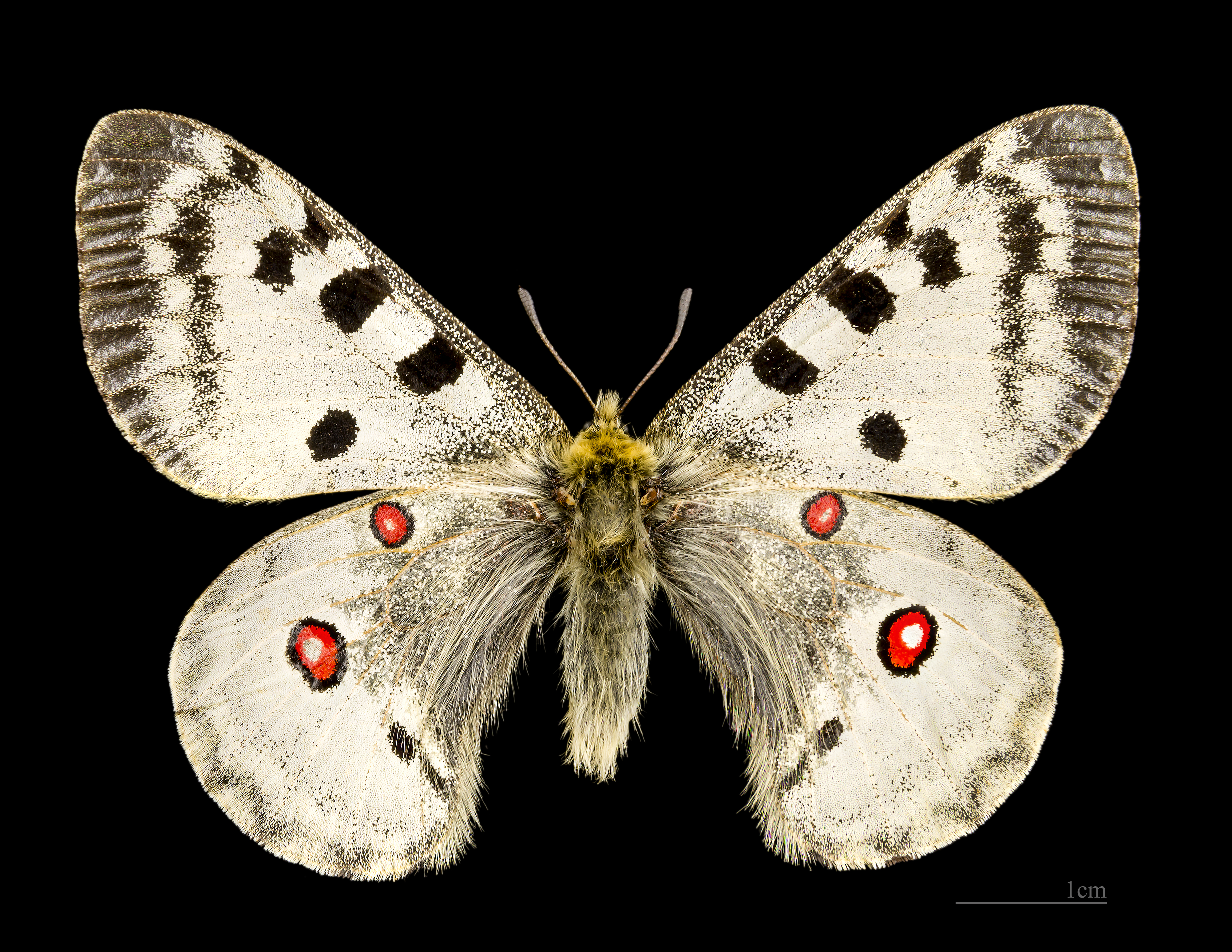
♂
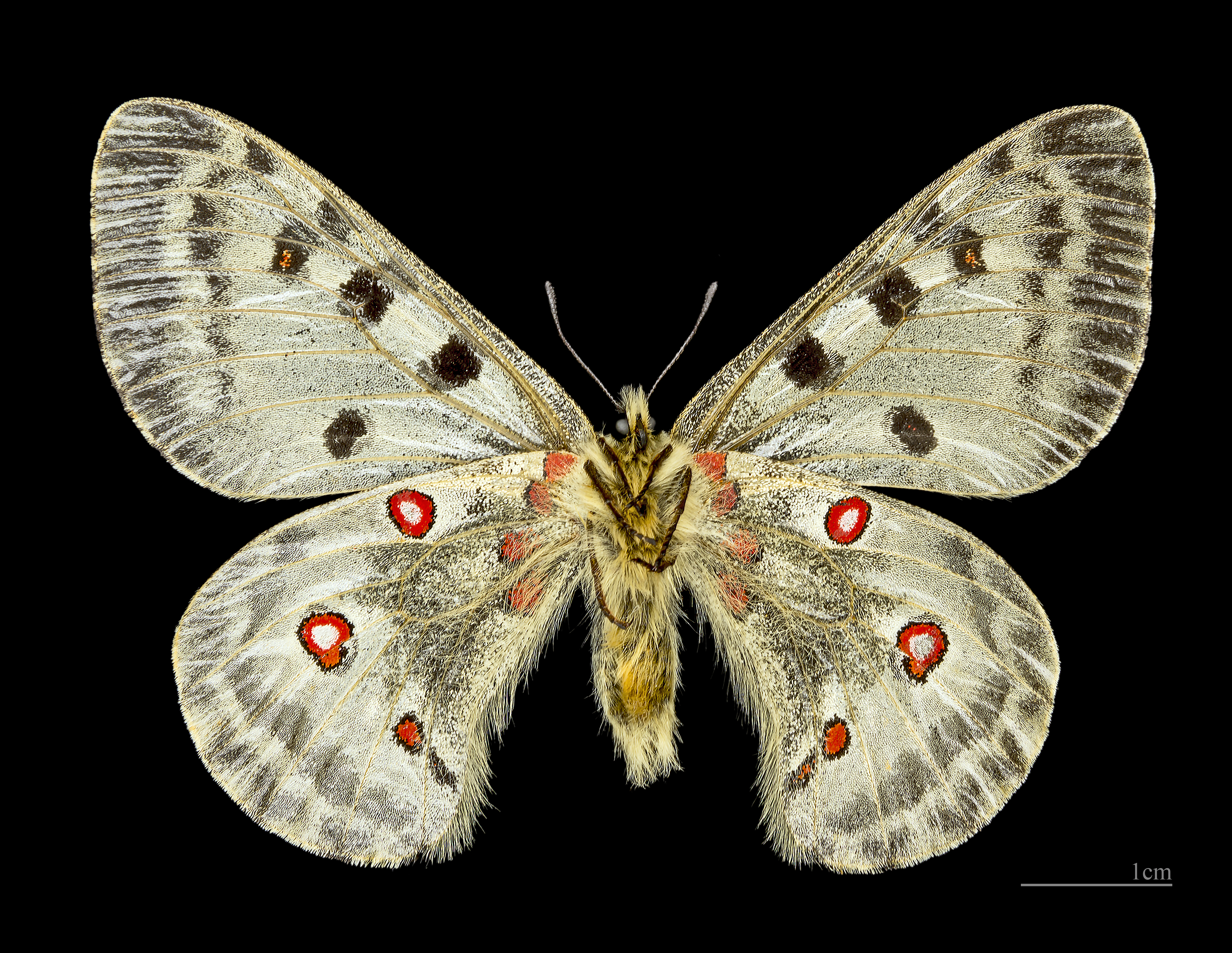
♂ △

Die Ozellen imitieren keine Augen, sondern dienen als Warnung vor der Giftigkeit der Falter, die diese durch die Raupennahrung erhalten haben. In Ruhestellung, bei zusammengeklappten Flügeln, kommen die roten Flecken besonders gut zur Geltung. Sowohl Vögel als auch Eidechsen meiden die Falter als Nahrung.
Ein wichtiges Unterscheidungsmerkmal zum Alpenapollo (Parnassius phoebus) stellen die Fühler dar. Beim Roten Apollo sind sie einfarbig grau mit schwarzen Kolben und beim Alpenapollo sind sie schwarz/weiß geringelt mit ebenfalls schwarzem Kolben.
Die Größe der Falter variiert stark und hängt zum einen mit der Höhe des Lebensraumes zusammen und zum anderen mit der Nahrungspflanze. Je höher der Lebensraum ist, desto kleiner werden die Falter. Bei Unterarten, die sich von rein sukkulenten Pflanzen ernähren, werden die Falter kleiner. Je sukkulenter die Pflanzen sind, desto mehr Wasser und weniger Nährstoffe enthalten diese. Dadurch sind die Falter in Mitteleuropa, wo die sukkulente Weiße Fetthenne (Sedum album) die bevorzugte Raupennahrung ist, kleiner als Falter im Osten und Norden des Verbreitungsgebiets, in dem schwach sukkulente Arten der Gattung Orostachys bzw. Unterarten der Großen Fetthenne (Sedum telephium) die bevorzugte Nahrung der Raupen sind.

### Merkmale der Präimaginalstadien
Die Eier sind weiß gefärbt und rundlich und haben eine körnige Oberfläche.
Die schwarzen Raupen sind an den Segmentgrenzen dunkelgrau beringt und kurz behaart. Sie haben seitlich pro Thoraxsegment zwei oder drei rote bis gelbe Flecken. Diese dienen, wie die roten Ozellen der Falter, der Warnung vor der Giftigkeit der Raupen. Unterschiede in der Größe und Farbe der meist drei Flecken können zur Unterscheidung von Unterarten dienen. Wie alle Raupen der Ritterfalter haben diese zwischen dem Kopf und dem ersten Thoraxsegment eine Nackengabel (Osmaterium).
Die Mumienpuppen sind schwarzbraun und dabei bläulich bereift.

## Lebensweise

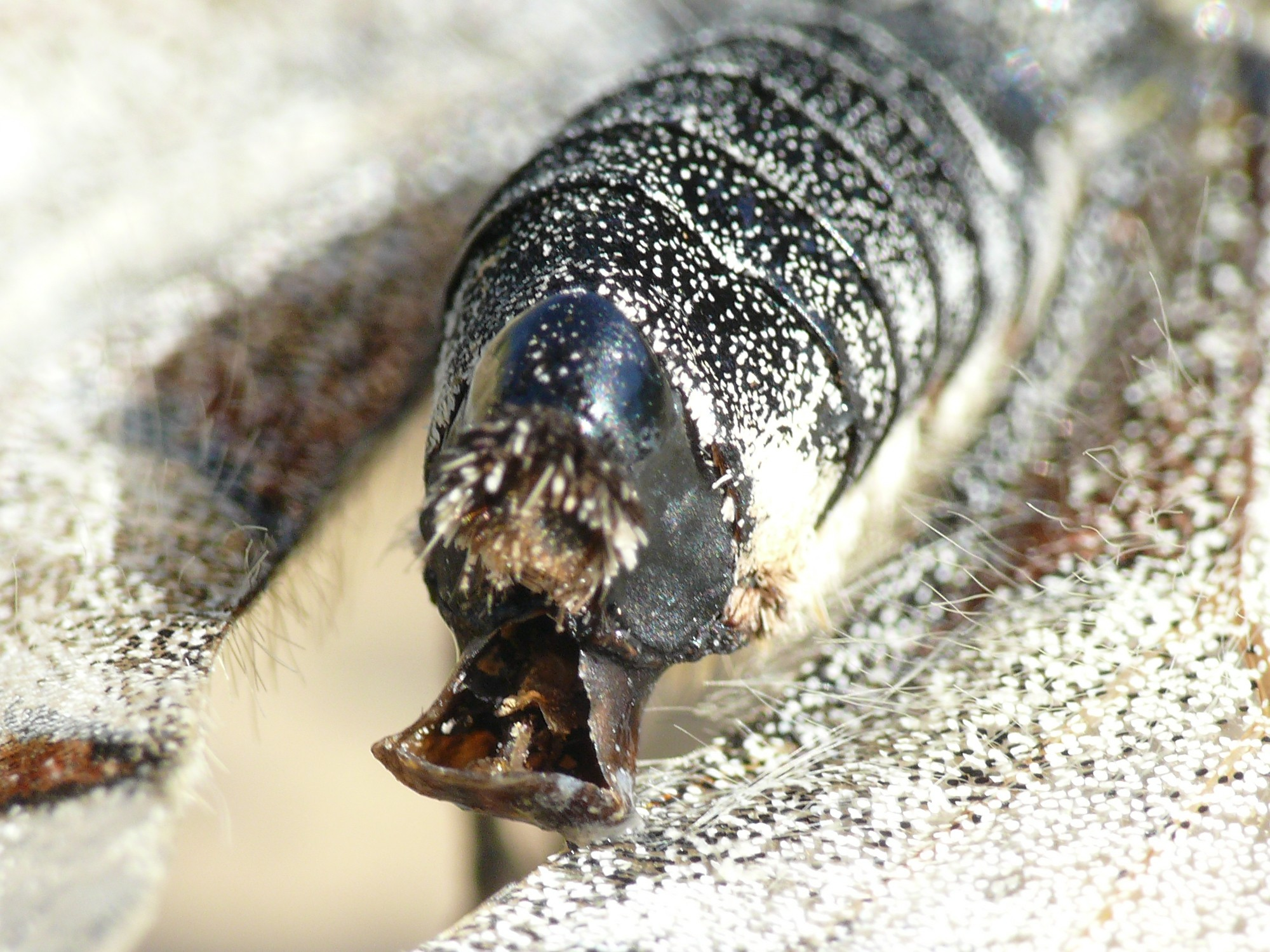
Sphragis des Roten Apollo

Die Raupe überwintert in der Eihülle und verlässt diese im Frühjahr. Sie lebt einzeln an den Nahrungspflanzen, die je nach Region variieren. In Europa sind die Nahrungspflanzen Weiße Fetthenne (Sedum album) und Große Fetthenne (Sedum telephium ssp. telephium), seltener auch Felsen-Fetthenne (Sedum rupestre), oder Arten der Gattung Rhodiola aus der Familie der Dickblattgewächse (Crassulaceae) wie auch beim Alpenapollo Parnassius phoebus. In der Umgebung des Baikalsees frisst die Raupe an Großer Fetthenne oder an Arten der Gattung Orostachys (Dickblattgewächse) wie auch die Raupe des eng verwandten Parnassius nominon. Mit der Ausbreitung nach Westen fand auch ein Wechsel vom Flachland zu Gebirgslagen statt und damit einher ging ein Wechsel der Nahrungspflanze von Sedum telephium-Unterarten zu Weißer Fetthenne und eng verwandten Arten. Dieser Wechsel ist in den Alpen, der Türkei und den Beskiden zu beobachten. Raupen aus dem östlichen Flachland verweigern die Weiße Fetthenne und gehen ein, wenn sie nicht ihre gewohnten Nahrungspflanzen bekommen, während die Raupen aus alpinen Regionen auch Sedum telephium-Unterarten fressen.
Die Raupe hält sich gerne unter Steinen auf und sonnt sich oft zum Aufwärmen auf der Nahrungspflanze. Sie verpuppt sich in einem lockeren Gespinst in eine Mumienpuppe an der Nahrungspflanze oder unter Steinen. Die Dauer der Puppenruhe variiert stark, von acht bis zehn Tagen bis zu mehreren Wochen, woraus die lange Flugzeit des Falters resultiert. Kurz nach dem Schlupf der Falter paaren sich diese. Beim Weibchen wird die Geschlechtsöffnung nach der langanhaltenden Kopula mit der sogenannten Sphragis verschlossen; die eine weitere Paarung verhindert. Schon bald nach der Kopula kommt es zur Eiablage. Die Weibchen fliegen nur wenig, während die Männchen in ihrem Gebiet patrouillieren. Dadurch geht die Ausbreitung in neue Lebensräume nur langsam vonstatten. Die Falter bevorzugen trockene und warme, oft felsige, Lebensräume. Der ähnliche Alpenapollo ist dagegen an Quellfluren und die der Nähe von Gebirgsbächen anzutreffen.
Die Weibchen können bis zu 150 Eier produzieren. Die Eier werden einzeln an Felsen oder anderen festen, trockenen Substraten und nur selten an den Nahrungspflanzen abgelegt. Die Raupen entwickeln sich im Sommer in den Eiern und überwintern voll entwickelt in der Eihülle.
Als Falter besuchen die Tiere nicht nur die weißen Blüten von Sedum album, sondern vorzugsweise die roten und violetten Blüten von Disteln (bspw. Carduus nutans), Flockenblumen (Centaurea jacea u. a.) und Oregano (Origanum vulgare). Oft sitzen die Falter mit aufgeklappten Flügeln auf Steinen und sonnen sich.

## Verbreitung und Lebensraum

### Lebensraum
Der wichtigste Lebensraum des Roten Apollos sind Kalkschuttfluren (über Kalk) und Geröllhalden (über Silikat) der Hoch- und Mittelgebirge. Seltener war er ehemals in Weinbergen, gelegentlich findet er sich in Magerrasen mit Sedum-Vorkommen verbreitet. Sein Habitat sind sonnige, trockene Standorte mit steinigem Untergrund, vor allem felsige Hänge, Geröllhalden und Felsabbruchkanten, Legsteinmauern, auch Bahn- und Straßenböschungen sowie Abraumhalden von Steinbrüchen, jedoch kaum solche mit modernen Abbauverfahren. Larvalhabitate mit Vorkommen der Raupennahrungspflanzen (s. o.), an welchen auch die Eiablage erfolgt, entscheiden für sein Vorkommen. In den Südalpen werden Habitate ab 1000 m ü.NN. in Griechenland solche über 1800 m ü.NN. besiedelt. In Skandinavien kommt er schon in Meereshöhe vor.

### Flugzeit
Die Flugzeit der einzigen Jahresgeneration beginnt Ende Mai und dauert bis etwa Ende August. Die lange Flugzeit resultiert aus einer stark unterschiedlichen Puppenruhe der einzelnen Tiere, denn die Lebensdauer der Falter beträgt nur etwa zwei bis drei Wochen.

### Verbreitung
Seine Verbreitung reicht von der Iberischen Halbinsel über alle europäische Bergregionen, die Karpaten, den Kaukasus und den Ural, das Ursprungsgebiet der Art am Baikalsee bis nach Jakutien im Osten, oft in isolierten Populationen. Die nördliche Verbreitung reicht bis nach Fennoskandinavien, südliche Grenze ist die Sierra Nevada, Sizilien, Südtürkei. Auf den Britischen Inseln und Dänemark fehlt er ganz.
Die vertikale Verbreitung beginnt bei etwa 400 Metern von der kollinen Stufe und reicht bis auf etwa 2000 Meter in das hochmontane und subalpine Gebiet.

## Unterarten

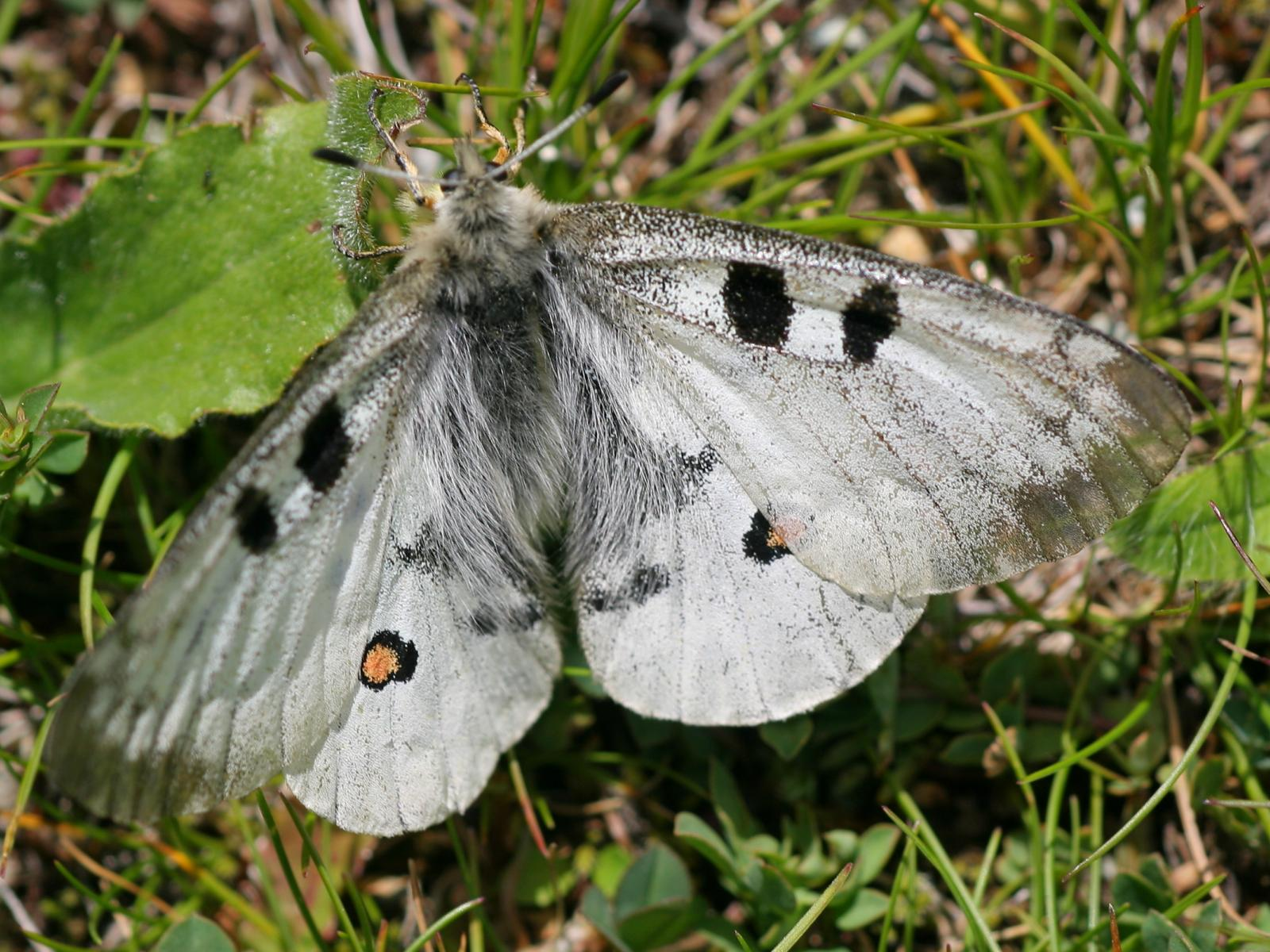
Roter Apollo (Parnassius apollo testoutensis), untypischer, aberrativer Falter mit stark reduzierter Zeichnung

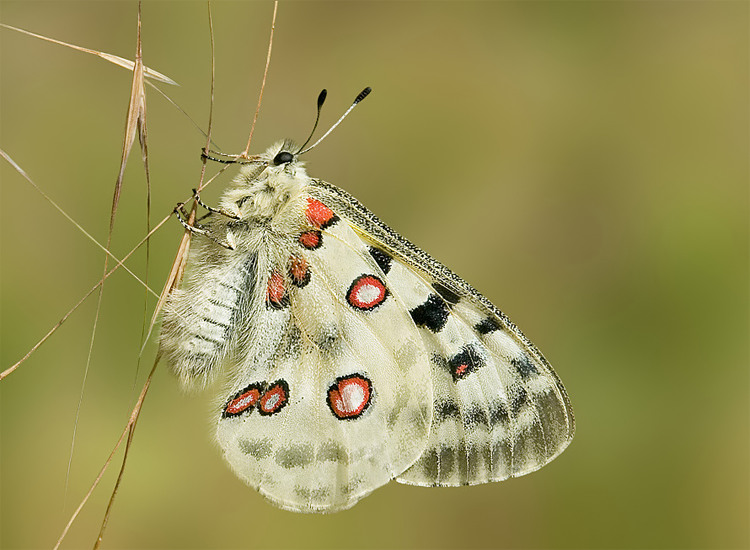
Moselapollo (P. a. vinningensis)

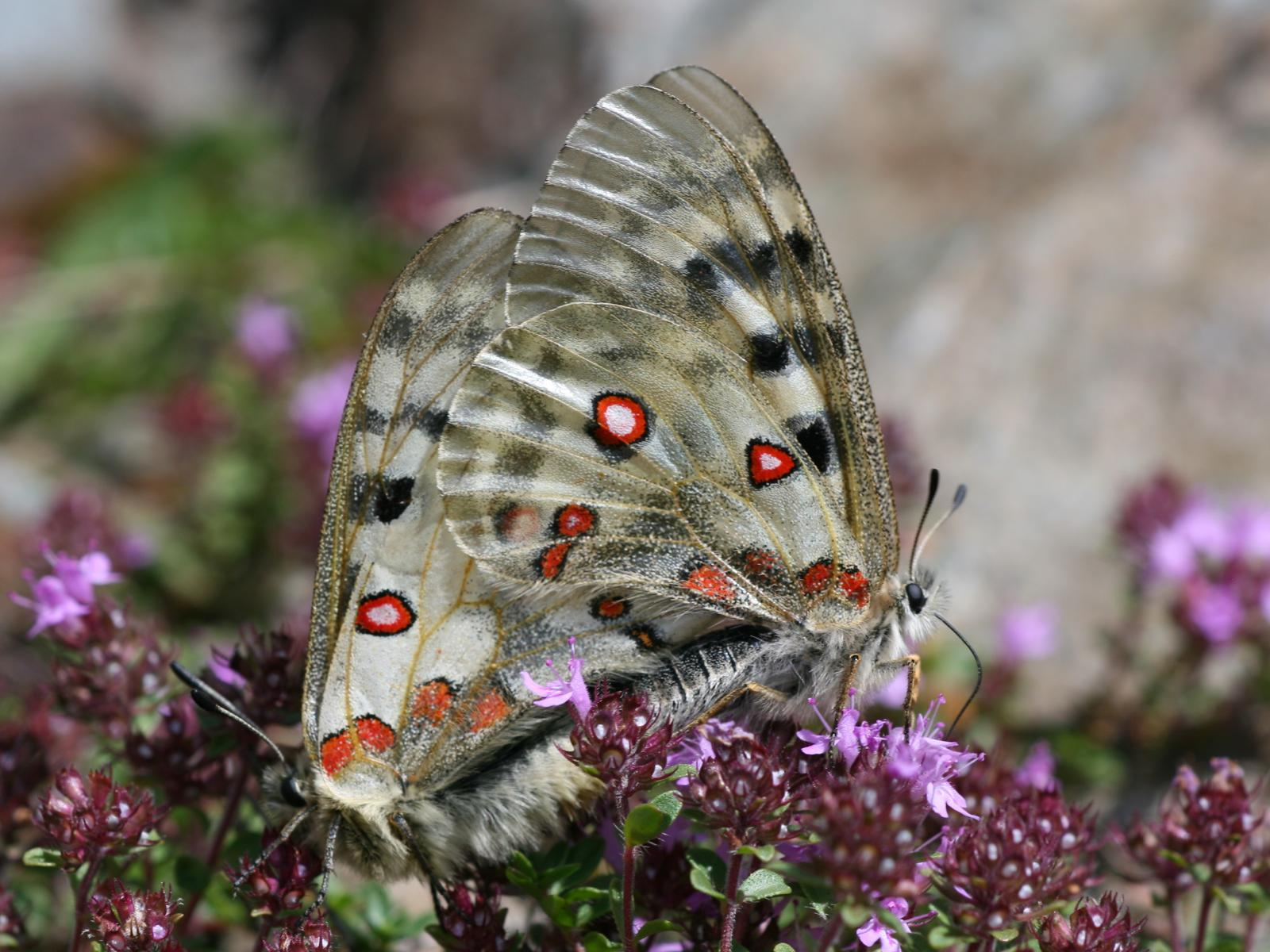
P. a. testoutensis in den Savoyer Alpen, in Kopulation

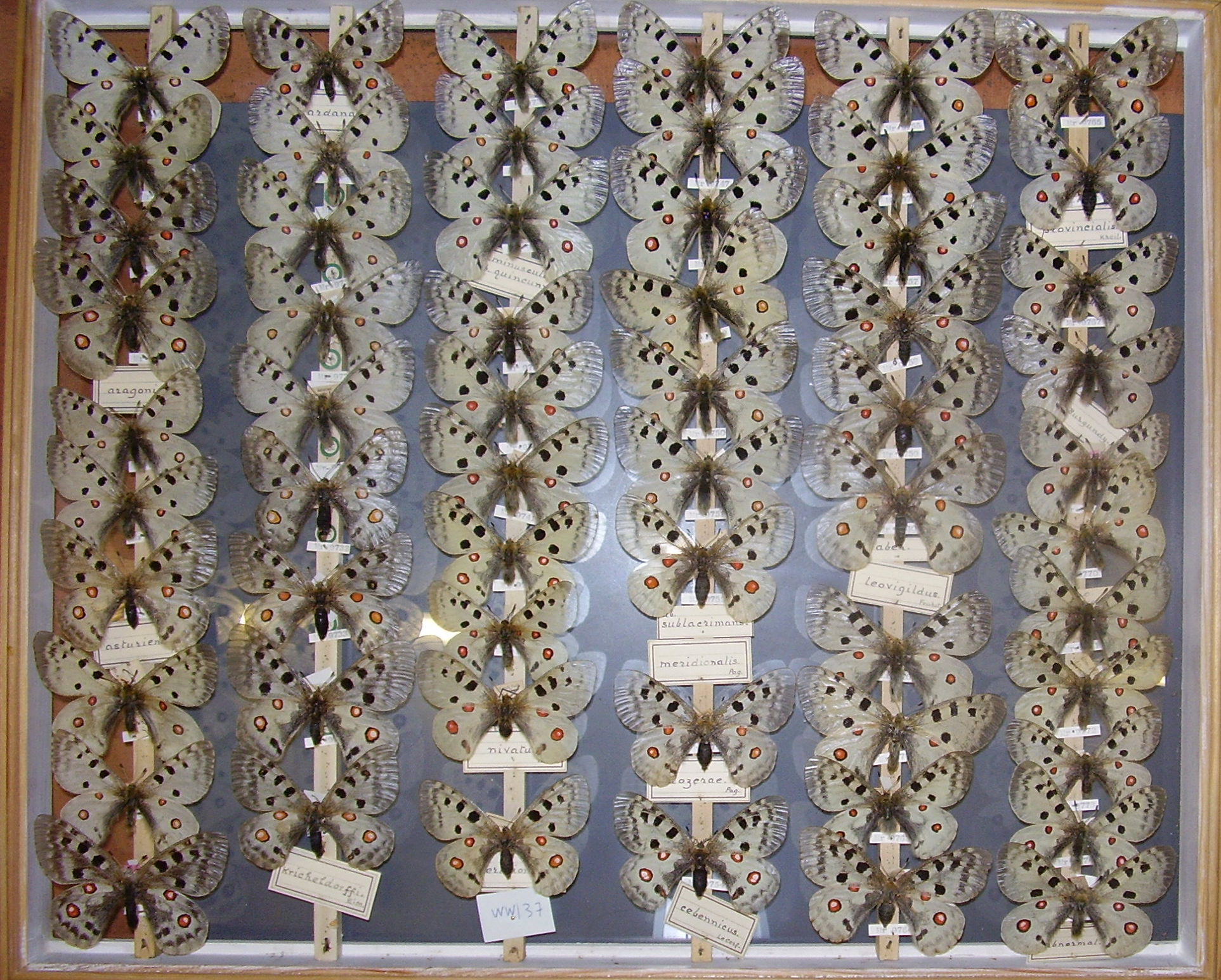
Schaukasten mit verschiedenen Unterarten des Apollofalters

Der standorttreue Falter lebt oft in klar umrissenen Gebieten in isolierten Populationen, was durch den daraus folgenden mangelnden Genaustausch zur Bildung von vielen Unterarten, Halb-Unterarten (Semi-subspecies) und Halbarten (Semispecies) geführt hat. Innerhalb der Art und auch der Unterarten ist der Falter in seinem Erscheinungsbild außerordentlich variabel und kann deshalb nicht allein aufgrund morphologischer Unterschiede einer Unterart zugeordnet werden. Zur Zuordnung muss auch der Fundort hinzugezogen werden. Es wurden schon etwa 290 Unterarten beschrieben, von denen aber heute viele als Synonyme eingestuft werden. Möhn (2005) gibt noch etwa 250 Unterarten an und erwartet eine weitere Reduktion aufgrund genetischer Untersuchungen. Selbst innerhalb der Gattung Parnassius ist die Einordnung der Arten nicht geklärt und schwankt zwischen 38 (UNEP-WCMC, 2006) und 47 (Weiss, 1991). Diese werden wiederum in acht Untergattungen aufgeteilt, in denen der Rote Apollo der Typus für die Untergattung Parnassius ist.
Auswahl europäischer Unterarten:
- Parnassius apollo apollo Linnaeus, 1758, Schweden. Der große Falter mit Spannweiten von 76 bis 88 Millimetern lebt im südlichen schwedischen Flachland. Auf den Hinterflügeln haben die großen Augenflecken oft deutliche weiße Spiegel. Die Raupe ernährt sich hauptsächlich von Sedum telephium, frisst aber auch Weiße Fetthenne (Sedum album).
- Parnassius apollo nevadensis Oberthür 1891, Spanien. Der Falter lebt auf 1700 bis 2500 Meter Höhe in der Sierra Nevada (Betische Kordillere) und wird mit zunehmender Höhe deutlich kleiner.
- Parnassius apollo filabricus de Sagarra y Castellarnau 1933, Spanien, Betische Kordillere. Der Falter lebt auf 2000 bis 2100 Meter Höhe in der Sierra de los Filabres
- Parnassius apollo gadorensis Rougeot & Capdeville 1969, Spanien, Betische Kordillere. Der Falter lebt auf 1900 bis 2000 Meter Höhe in der Sierra de Gádor

Diese drei spanischen Unterarten sind sehr eng miteinander verwandt und unterscheiden sich kaum. Wie bei allen spanischen Unterarten sind die Vorderflügel der frischen Falter deutlich schwarz-weiß gescheckt. Bei beiden Geschlechtern sind die Ozellen orange-gelb statt rot. Die Weibchen sind dunkel bestäubt und haben häufig einen orange-gelben Vorderrandfleck und Analfleck. Die Raupen der spanischen Unterarten fressen Sedum amplexicaule, Sedum micranthemum und Scharfen Mauerpfeffer (Sedum acre).
- Parnassius apollo hispanicus Oberthür 1909, Spanien. Der Falter lebt auf 1600 bis 1800 Meter Höhe in der Sierra de Albarracín in Aragonien. Die Männchen sind hell und haben nur kleine Ozellen. Die Weibchen sind, wie alle in Spanien, dunkel bestäubt. Die Ozellen sind im Gegensatz zu den vorher genannten Unterarten nur selten orange-gelb und haben einen großen weißen Spiegel.
- Parnassius apollo testoutensis Eisner 1957, Frankreich. Diese kleine, helle Unterart, deren Weibchen nur schwach bestäubt sind, hat ein sehr großes Verbreitungsgebiet in den Savoyer Alpen mit dem Département Haute-Savoie, den Grajischen Alpen und den Dauphiné-Alpen.
- Parnassius apollo pumilus Stichel 1906, Süditalien. Der Falter ist mit 60 bis 63 Millimeter Flügelspannweite der kleinste aller Unterarten und kommt im Aspromonte und Kalabrien vor. Er wird als Halbart eingestuft, die sich von Parnassius apollo abspaltet. Sein Lebensraum hat nur spärliche Vegetation in Höhen von 1200 bis 1900 Meter. Die Raupen ernähren sich von Sedum tenuifolium. Die Männchen unterscheiden sich deutlich von Parnassius apollo apollo und ähneln mit ihren hellen Flügeln mit kleinen Flecken und hellen Ozellen mehr dem Alpenapollo (Parnassius phoebus) während die Weibchen dunkel bestäubt sind.
- Parnassius apollo rhodopensis Markovic 1909, Bulgarien. Diese Unterart ist die Verbindung von den nordtürkischen zu den Balkan-Unterarten. Sie hat markante Flecken und teilweise haben die bestäubten Weibchen in der unteren Ozelle einen Doppelspiegel.
- Parnassius apollo vinningensis (Moselapollo) Stichel 1899, Deutschland. Die Unterart ist nach Winningen benannt und kommt im unteren Moseltal vor. Sie unterscheidet sich deutlich von Parnassius apollo meridionalis in den Vogesen. Der Falter ist kreideweiß und besitzt als konstantes Merkmal in der Wurzelbestäubung außerhalb der Zelle einen weißen Fleck. Zudem sind die unteren Ozellen häufig nierenförmig ausgeprägt. Entlang der Mosel wächst die Raupennahrungspflanze Sedum album in den ausgedehnten Felslandschaften der südexponierten Talhänge und an den bereits in der Römerzeit von Winzern errichteten Trockenmauern. Die Hauptflugzeit, die sich zwischen 1981 und 2020 deutlich nach vorne im Jahr verschoben hat, ist zwischen Ende Mai und Ende Juni.[6] Die Unterart wurde zum Schmetterling des Jahres 2024 gekürt.[7]
- Der Alpenapollo Parnassius phoebus hat bei manchen Autoren den Status einer Halbart und fliegt in den Zentralalpen in höheren Lagen als Parnassius apollo (ökologische Allopatrie) und seine Raupen haben zu Steinbrech (Saxifraga) gewechselt.

## Stammesgeschichte
Die Gattung Parnassius entstand im sibirisch-mongolischen Raum in der Umgebung des Baikalsees. Dort leben noch heute viele mit Parnassius apollo nahe verwandte Arten wie Parnassius nominon, Parnassius phoebus und Parnassius bremeri. Mit der vikarianten Art Parnassius nominon bildet Parnassius apollo immer wieder Hybriden, ohne dass diese eine Zone ausbilden, an denen zwei Verbreitungsgebiete der Arten aneinander stoßen, wie dies bei einer Artbildung der Fall wäre. Vom Ursprungsgebiet breitete sich die Gattung nach Ost und West aus. Schon im Oberen Pliozän (Gelasium) besiedelte die Art große Teile des heutigen Verbreitungsgebietes. Das Klima war dort dem heutigen ähnlich, während es im vorangegangenen Miozän noch tropisch bis subtropisch war und dies damit als Lebensraum für den Apollofalter ungeeignet war.

### Ausbreitung nach Osten
Parnassius apollo hat seine östlichste Verbreitung in Jakutien, während der Vikariant zu Parnassius phoebus, Parnassius bremeri sich weiter nach Nordosten ausbreitete und über die Beringstraße den nordamerikanischen Kontinent in Alaska und das nördliche Yukon-Territorium besiedelte. Die heute nur 60 Meter tiefe Beringstraße fiel während des Altquartärs trocken und stand damit der Ausbreitung nicht im Weg. Weitere Gebiete Nordamerika besiedelt die Gattung mit Parnassius bremeris Vikariant Parnassius smintheus über die Rocky Mountains im Westen bis zum Tamaulipas in Nordost-Mexiko im Süden. Parnassius smintheus konnte während der Eiszeiten entstehen, als die südlichen Populationen durch Eisschilde von den Populationen in den eisfreien Regionen Alaskas getrennt wurden.

### Ausbreitung nach Westen
Die Hauptausbreitung von Parnassius apollo geht nach Westen und findet in Spanien ihren westlichsten Punkt. Es gibt mehrere Ausbreitungslinien nach Westen die einerseits Gebirgsketten folgen oder über Flachland mit Waldsteppen verlaufen.
Die südlichste Ausbreitungslinie geht über viele Gebirgszüge vom Changai-Gebirge in der Mongolei über Süd-Sibirien (Sajangebirge, Tannu-ola-Gebirge), das Altai, Salairrücken, Tarbagatai-Gebirge, Saur-Gebirge, Dsungarischer Alatau, bis zum Tianshan in Usbekistan. Hier endet die südliche westliche Verbreitung. An den Südhängen des Tianshan-Gebirges geht sie hier nach Osten zurück über das Hissar-Gebirge und Kunlun-Gebirge bis nach China ins Xinjiang-Gebirge mit der Unterart Parnassius apollo khotanensis.

#### Der Weg zu den Alpen

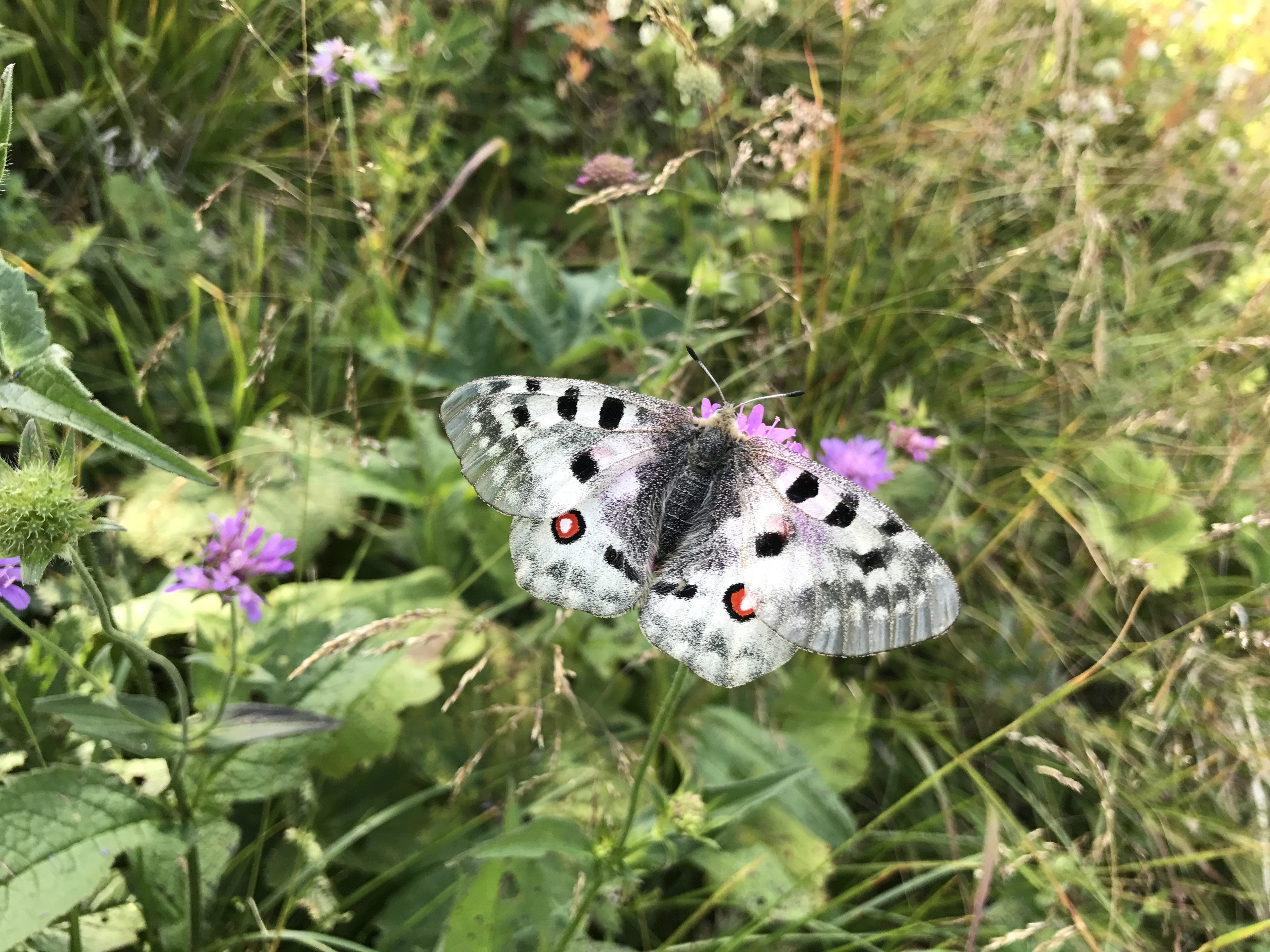
Rax, August 2017

Eine zweite Verbreitung nach Westen erfolgte unterhalb des 60. Breitengrades über die Waldsteppen zum südlichen Ural. Dieser stellte mit seinen niedrigen Bergen und Pässen kein Hindernis für eine weitere Ausbreitung nach Westen über die westliche Taiga bis nach Süd-Skandinavien dar. Dort wurden das südliche Finnland, Schweden und Norwegen besiedelt. Eine andere Linie breitete sich nach Süden über den Kaukasus in die Türkei aus und ging dann Richtung Nordwesten zu den Rhodopen in Bulgarien und nach Westen über die damals trockene Ägäis nach Griechenland. Von den Rhodopen ging es nach Norden über das Balkangebirge, die Südkarpaten und nach Nordwesten über Karpaten. Von dort folgte die Ausbreitung den westlich anschließenden Gebirgen Hohe Tatra, Riesengebirge, Erzgebirge, Fichtelgebirge, Fränkische Alb, Schwäbische Alb, bis sie im Schwarzwald endete. Die Oberrheinebene stellte ein unüberbrückbares Hindernis dar und die Linie endete hier. Von der Hohen Tatra nach Südwesten über die Kleinen Karpaten und den Wienerwald wurden die Ostalpen erreicht. Die nördlichen Alpen wurden anschließend bis zum Bregenzer Wald besiedelt. Der Weg zu den Südalpen verlief von den Rhodopen über den westlichen Balkan. Der Alpenhauptkamm stellte ein unüberwindbares Hindernis dar und die beiden Linien entlang der Alpen trafen erst in den westlichen Schweizer Alpen wieder aufeinander.

#### Die Mosel, Italien und Spanien
Die französischen Alpen oder der Jura waren der Ausgangspunkt für die Eroberung weiterer Lebensräume im Norden, Westen und Süden.
Vom Jura nach Norden über die Burgundische Pforte wurden die Vogesen besiedelt, das Gebirge das fast parallel zum Schwarzwald entlang der Oberrheinebene verläuft und nicht von diesem aus besiedelt wurde. Von hier aus erreichte die Art die Moselregion, in der bis heute zwischen den Orten Bremm und Winningen mehrere (Teil-)Populationen existieren, die mittlerweile allerdings kurz vor dem Aussterben stehen.
Über die französischen Alpen und die daran anschließenden Meeralpen und Ligurische Alpen ging eine Ausbreitungslinie über die Apenninen nach Kalabrien im Süden Italiens und nach Nord-Sizilien.
Die Besiedlung Spaniens erfolgte vom Jura nach Westen über das Zentralmassiv. Von dort über die südlichen Cevennen zu den östlichen Pyrenäen. In Spanien verlief die Ausbreitung entlang der Nordküste über das Kantabrische Gebirge und dann nach Süden zum Kastilischen Scheidegebirge in Zentralspanien. Schließlich wurden noch die Betischen Kordilleren im Süden über einen heute noch unbekannten Weg besiedelt.

### Der Einfluss der Eiszeiten auf die Artentwicklung
Der Rote Apollo ist ein glazialer Einwanderer aus Asien der zwischen 100.000 und 70.000 v.H. mit der Öffnung der Habitate nach dem Riss-Würm-Interglazial sein Areal rapide in westliche Richtung ausweitete. Phylogenetische Signale können jedoch auch eine Risszeitliche primäre Einwanderung nahelegen. Zu den glazialen Maxima wurde das neue Areal im Westen von dem Ursprungsareal in West-Asien durch die Inlandsvereisung in Mittel- und Nordeuropa getrennt. Gleichzeitig begann in den südlichen Populationen eine Differenzierung. Eine zweite Welle der Arealausweitung begann in Südeuropa mit dem Beginn Eiszeitlicher Gletscher-Maxima unter vollglazialen Klima- und Habitatbedingungen. Die Art konnte um 30.000 v. H. in kalt-aride Landschaften, die sich mit der Klimaverschlechterung ergeben hatten, vordringen.
Der Rote Apollo hat sein Verbreitungsareal damit während der Eiszeiten in südliche Regionen ausgeweitet. In den Interglazialen fragmentierte sich diese zu Gebirgs-Inselvorkommen, nachdem mit der Rückkehr von Bäumen und allmählicher Waldausdehnung seine vorherigen Lebensräume eingeengt wurden. Die südlichsten und am stärksten isolierten Populationen sind daher heute am stärksten gefährdet, da kleine Populationen anfällig für genetische Verarmung (Flaschenhalseffekt) und negative demographische Trends sind. Daneben sind klimatische Veränderungen in den südlichsten Verbreitungsgebieten stärker ausgeprägt und die Nischen, in denen er heute noch vorkommt, könnten in Zukunft ganz verschwinden.
Nachdem im Oberen Pliozän eine ähnliche Verbreitung des Falters wie heute bestanden hatte, hatten die Eiszeiten im nachfolgenden Pleistozän durch die Gletscher in den Alpen und den Eisschilden in Nordeuropa und Nordasien die dortigen Populationen ausgelöscht. Südeuropa und der Osten des Verbreitungsgebietes waren von den vier Eiszeiten Elbe- (Günz-), Elster- (Mindel-), Saale- (Riss-) und Weichsel-Eiszeit (Norddeutschland), bzw. Würmeiszeit (Alpenraum) nicht betroffen. Dort konnten sie den gesamten Zeitraum überleben und sich stärker differenzieren und gefestigte Unterarten bilden. Die stärkste Vergletscherung fand während der Saale- bzw. Risseiszeit statt, als die gesamten Alpen bis ins Vorland und Westrussland und der Ural vergletschert waren. In der nachfolgenden Würmeiszeit vor etwa 115.000 bis 10.000 Jahren waren die Täler der Ostalpen eisfrei. In der darauf folgenden Warmzeit, in der wir heute noch leben, bildeten sich durch Waldsteppen mit den Nahrungspflanzen der Raupen ideale Bedingungen für die Ausbreitung der Art. Dieser Zeitraum ist aber zu kurz, um gefestigte neue Unterarten auszubilden, daher muss man diese in den betroffenen Gebieten als Halb-Unterarten einstufen.

## Gefährdung und Schutz

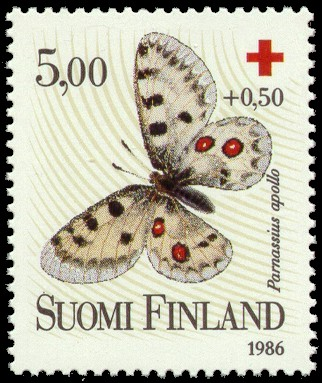
Finnländische Briefmarke (1986)

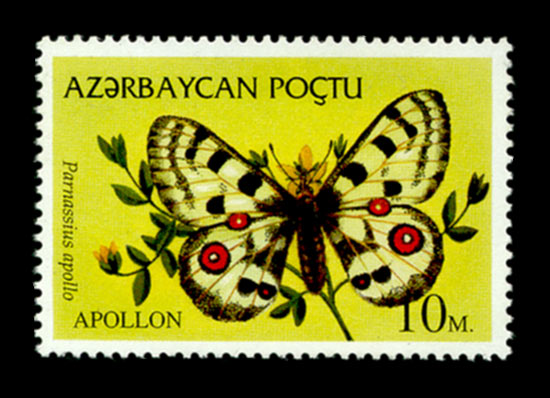
Aserbaidschanische Briefmarke (1995)

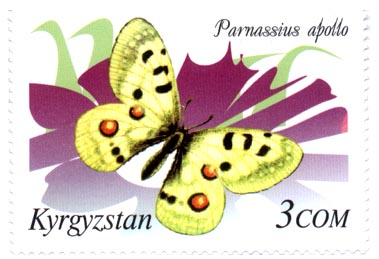
Kirgisische Briefmarke (2000)

Die Gefährdungssituation dieser Art wird in einigen Roten Listen gefährdeter Arten dargestellt. Die Weltnaturschutzunion IUCN listet sie als gefährdet (Vulnerable). Die Rote Liste Deutschlands sieht sie als vom Aussterben bedroht (Kat. 1), die Rote Liste der Schweiz und ebenso die Österreichs weist die Art als gefährdet (Kat. 3) aus; die Gefährdungssituation in den Bundesländern Österreichs wird sehr unterschiedlich angegeben und reicht von nicht gefährdet bis zu ausgestorben. Der Apollofalter ist in vielen europäischen Regionen stark gefährdet oder akut vom Aussterben bedroht.
Seit 1936 steht der Rote Apollo in Deutschland unter Naturschutz. Nach dem Washingtoner Artenschutzabkommen, Appendix II gilt er als weltweit geschützt und ist die einzige weltweit geschützte nichttropische Schmetterlingsart (Stand 1990). Außerdem wird diese Art auch im Anhang II der Berner Konvention gelistet, ist auch einer der wenigen Schmetterlingsarten im Anhang IV der Fauna-Flora-Habitat-Richtlinie und somit als streng geschützt ausgewiesen. In Deutschland ist er zudem als eine nationale Verantwortungsart innerhalb der Nationalen Strategie zur biologischen Vielfalt der Bundesregierung eingestuft.
In Deutschland kommt der Rote Apollo außerhalb der Alpen nur noch an der Mosel, auf der Schwäbischen Alb und der Fränkischen Alb vor. In Baden-Württemberg hat er von über 60 Fundstellen um 1900 alle bis auf eine auf der Schwäbischen Alb im Jahr 1988 eingebüßt. Die Population dieses Vorkommens hat sich nach einem Rückgang auf rund ein Dutzend Falter Ende der 1980er-Jahre mittlerweile erholt und stabilisiert, es hat sich sogar eine zweite Population gebildet. Im Schwarzwald kommt er nicht mehr vor. Im Fichtelgebirge ist Parnassius apollo ancile Fruhstorfer seit 1909 ausgestorben. Parnassius apollo posthumus Fruhstorfer 1925 ist im nördlichen Frankenwald und Saaletal seit 1905 ausgestorben. In Bayern ist er auf der Fränkischen Alb und dort vor allem im Altmühltal und in den Bayerischen Alpen mit einem Schwerpunkt in den Berchtesgadener und Chiemgauer Alpen zu finden.
Der Moselapollo war in den 1970er bis zum Anfang der 1980er Jahre durch den Einsatz von Insektiziden, die im Weinbau eingesetzt wurden und mit Hubschraubern versprüht wurden, kurz vor der Ausrottung. Die Insektizide gingen nicht nur auf den Weinbauflächen, sondern auch auf weit entfernten natürlichen Flächen nieder und töteten die Raupen ab. Im gleichen Zeitraum wurden außerdem Flurbereinigungsmaßnahmen durchgeführt, bei denen viele der alten Weinbergsmauern mit Sedum album entfernt wurden. Brachliegende ehemalige Weinberge verbuschten und die Nahrungspflanze verschwand durch die Verschattung. Der Einsatz von Insektiziden ist seit den 1980er Jahren jedoch stark zurückgegangen, da entsprechende Präparate gezielter oder im Fall von Biowein gar nicht mehr verwendet werden. Die Bestände des Moselapollos konnten sich dadurch vorübergehend wieder erholen, denn an Fundorten, an denen Anfang der 1980er Jahre nur fünf bis zehn Falter zu sehen waren, waren es 20 Jahre später wieder über 100 Falter. Dazu beigetragen hat auch die Freistellung verbuschter Weinbergsbrachen im Rahmen von Biotoppflegemaßnahmen. Gegenwärtig ist der Moselapollo jedoch wieder akut vom Aussterben bedroht, denn seine Individuenzahlen sind in der Zeit zwischen 1981 und 2020 um 46 bis 96 % zurückgegangen, wie exemplarisch für drei (Teil-)Populationen gezeigt werden konnte. Über die Ursachen für diesen Rückgang wird noch spekuliert. Vermutlich ist es das Zusammenwirken von Lebensraumverschlechterung, Klimaerwärmung und Stoffeinträgen. Die Vorkommen des Moselapollos werden im Tourismus beworben und in der Ortsgemeinde Valwig wurde der etwa 7,5 Kilometer lange Apolloweg Valwig für Wanderer eingerichtet.
Im Mai 2025 berichtete die Rhein-Zeitung von Versuchen, Drohnen statt Hubschrauber in den Weinbergen einzusetzen. Diese Geräte fliegen tiefer als ein Hubschrauber, sodass die Abdrift von Spritzmittel durch Windverwehungen geringer sei. Das spare nicht nur Material, sondern komme dem Naturschutz entgegen, unter anderem dem Schutz des Apollofalters. Allerdings sei der Arbeitsaufwand größer; die Drohne, die nicht etwa automatisch gesteuert wird, brauche einen ganzen Tag für die Arbeit, die der Hubschrauber in zwei Stunden erledigt.
In Österreich ist vor allem Parnassius apollo cetius Fruhstorfer 1909 als Unterart im Flachland bedroht, die Unterart Parnassius apollo brittingeri Rebel & Rogenhofer 1893 im Gebirge ist deutlich weniger gefährdet. Zu den heute noch individuenreichsten Populationen von Parnassius apollo cetius gehört die Population auf der Hohen Wand bei Wien. Außeralpine Vorkommen, etwa im Strudengau sind großteils seit vielen Jahrzehnten erloschen.
In Frankreich ist Parnassius apollo meridionalis in den Vogesen ausgestorben. Wiederansiedlungsversuche scheiterten hier ebenso wie in Forez und im Massif de la Sainte-Baume. Dagegen war eine Wiederansiedlung am Puy de Dôme im Zentralmassiv erfolgreich.
In Schweden war der Rote Apollo im südlichen Flachland verbreitet, heute ist er nur noch an der Ostküste zu finden. In Finnland begann der Rückgang in den 1930er-Jahren, und 30 Jahre später war er in vielen ursprünglichen Gebieten verschwunden. In den letzten Jahren hat sich der Falter im Südwesten des Landes wieder ausgebreitet und mit den Inseln zwischen der Insel Kemiö und der Halbinsel Hankoniemi ursprüngliche Gebiete wieder besiedelt. Es scheint ein Zusammenhang zwischen der Schwermetallbelastung der Nahrungspflanzen und dem Erlöschen der Populationen zu bestehen, da die Raupen bei belasteter Nahrung absterben. Diese ging in den letzten Jahren zurück und die Raupen haben damit wieder bessere Überlebenschancen.
In Spanien gingen die Bestände von Parnassius apollo filabricus in der Sierra de los Filabres innerhalb von 20 Jahren trotz Schutz bis 2005 sehr stark zurück. Die Lebensräume, in denen die Falter einst zu Tausenden flogen, wurden entweder mit Unterstützung der Naturschutzbehörden mit Kiefern aufgeforstet oder durch intensive Schafbeweidung vernichtet.
Die Hauptursachen für den Rückgang der Art ist die Zerstörung der Lebensräume durch Verbuschung oder Aufforstung und der Einsatz von Herbiziden in der Landwirtschaft und im Weinbau. Der Straßen- und Schienenverkehr fordert ebenfalls viele Opfer, etwa an der Mosel. Schwache Populationen können durch natürliche Feinde wie Meisen und Eidechsen weiter geschwächt werden, besonders wenn zusätzlich Nisthilfen für Meisen angeboten werden. Der Einfluss von Sammlern auf geschwächte Populationen ist nicht geklärt, könnte aber bedrohte weiter geschwächt haben. Heute ist eine Gefahr durch Sammler kaum noch relevant.
Die Art scheint gegenüber geringen Klimaveränderungen sehr empfindlich zu reagieren.